# リンダ・マンザー
リンダ・マンザー（1952年7月2日 - ）は、カナダのギター製作者。アーチトップ、フラットトップとハープ・アコースティックギターの製作で知られる（マスタールシアー）。

## 経歴・人物
彼女は1974年から1978年の間に、ジョン・ラリビーからのギター製作のトレーニングを受けた後、ニューヨーク・ロングアイランド・グリーンポートにてジミー・ダキストに師事した。
彼女はジャズ・ミュージシャンのパット・メセニーのために、42弦と4つのネックを持つピカソ・ギターを含めて、20本のギターを製作した。メセニーは、マンザー製作のバリトン・ギターを数本所有し、ピカソ・ギターとともに、彼のアルバム「One Quiet Night / ワン・クワイエット・ナイト」で演奏している。ジュリアン・ラーゲ、カルロス・サンタナ、ヘンリック・アンデルセン、ステファン・フィアリング、ゲイリー・ラーソン、ミルトン・ナシメント、リオナ・ボイド、ヘザー・ビショップ、ブルース・コバーン、ポール・サイモン、ロイ・パターソン、マリー・リン・ハモンド、スーザン・クロウ、そしてゴードン・ライトフットなどの多くのプロ・ミュージシャンが、マンザー製作のギターを所有している。
マンザーは現在、カナダ・オンタリオ州・トロントの彼女の製作所で、年間12-18本のギターを製作している。

## ピカソ・ギター

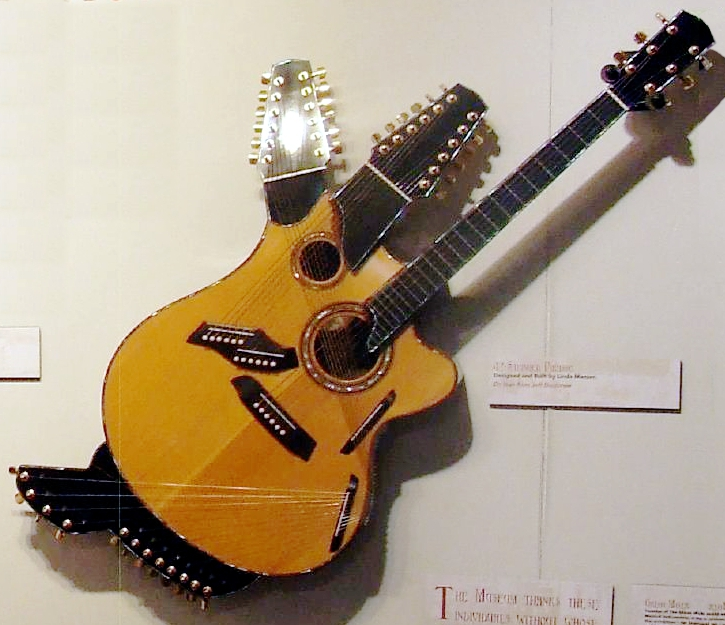
ピカソ・ギター

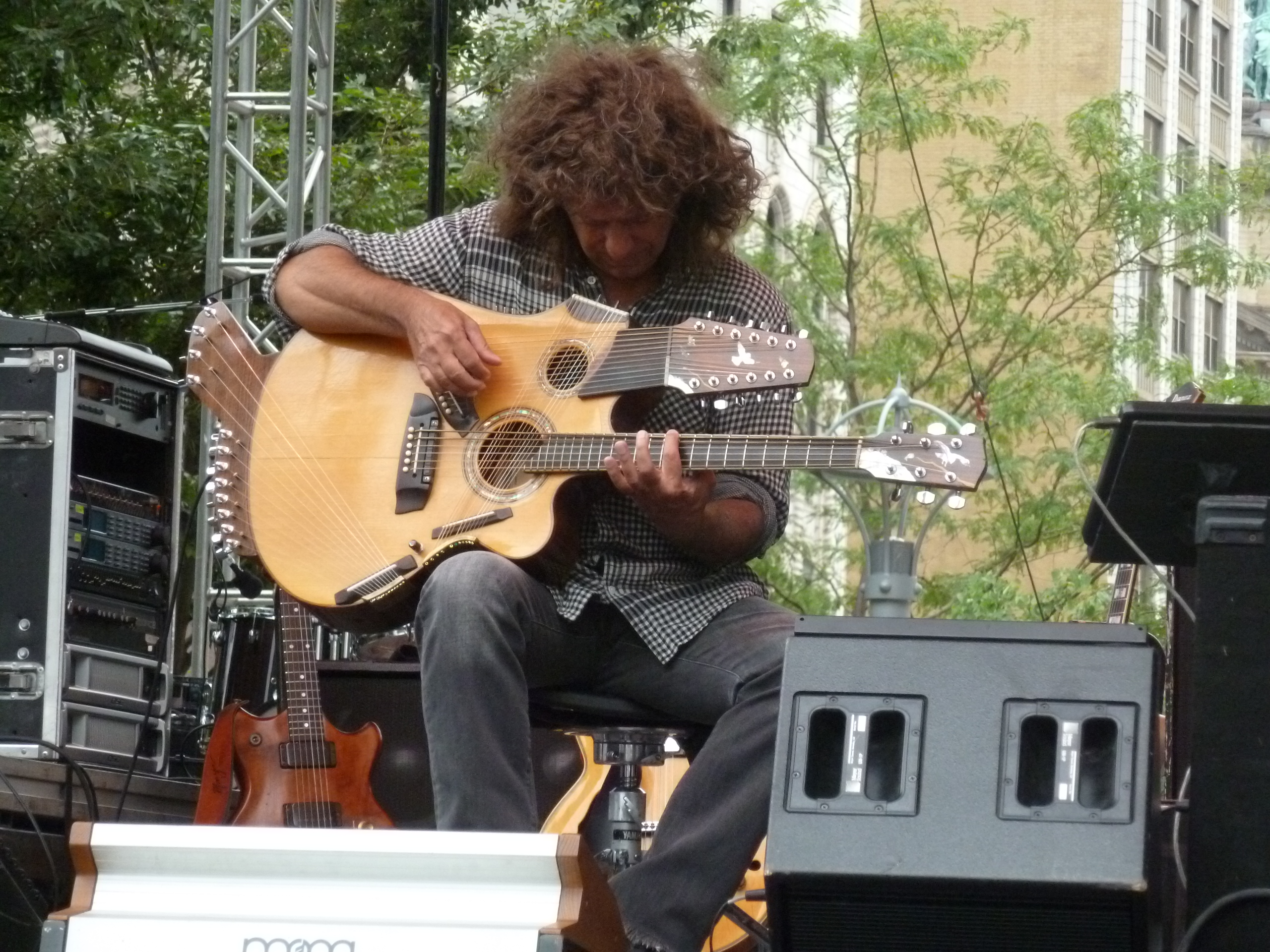
マンザー・ピカソ・ギターを弾くパット・メセニー

マンザーによって企画され製作されたギターの中で注目すべき作品の一つは、ピカソ・ギター（ピカソ）である。その名前の由来は、パブロ・ピカソのキュビズム作品に、ギターの外観が似ていることにある。ピカソ・ギターは、4つのネックと、2つのサウンドホール、および42弦持つハープ・ギターで、ユニークなくさび形のギター・ボディが特徴。
ピカソギターのオリジナルは、ジャズ・ギタリストのパット・メセニーのために、1984年に製作され、パット・メセニーのアルバム作品の多くで演奏されている。ピカソ・ギターのもう一本は、後に、ギター・コレクターのスコット・チナリーのために製作された。